# Satomi Suzuki
Satomi Suzuki, född 29 januari 1991 i Fukuoka prefektur, är en japansk simmare.
Suzuki blev olympisk silvermedaljör på 200 meter bröstsim vid sommarspelen 2012 i London.